# Bad as Me
Bad as Me — семнадцатый студийный альбом автора-исполнителя Тома Уэйтса, изданный 21 октября 2011 года. Первый за последние семь лет (с момента выхода Real Gone) студийный альбом Уэйтса, состоящий полностью из нового материала. О записи было объявлено 24 февраля 2011 года на официальном сайте Тома. 23 августа в интернете появилась первая, одноимённая песня с грядущего альбома, а целиком Bad as Me вышел в октябре, получив положительные отзывы. В записи участвовали Кит Ричардс и Фли.

## Выход альбома
Слухи о скором выходе Bad as Me максимально возросли 16 августа 2011 года и тогда, спустя неделю, Уэйтс записал видео, в котором рассказал о новом альбоме. 23 августа оно стало доступно для просмотра на YouTube. Следом за видео последовала песня «Bad as Me» и, наконец, пресс-релиз. 17 октября, за 4 дня до выхода, Bad as Me можно было послушать в прямом эфире на сайте певца. Новый альбом вышел в трёх форматах: обычный CD и 32-страничный буклет, подарочное издание из двух CD (на первом собственно Bad as Me, на втором — три дополнительных песни) и 40-страничный буклет, а также 180-граммовая пластинка и диск с текстами песен.

## Отзывы критиков
Bad as Me получил широкое признание у критиков. На сайте Metacritic он получил средний балл 88, на основе 40 отзывов, отмечая «всеобщее признание». Том Юрек из Allmusic описал альбом как «звуковой портрет всех мест, где путешествовал и записывался автор, который, сам по себе, излучает свет и доставляет удовольствие» и дал ему 4 звезды из 5. Аманда Петрусич из Pitchfork отметила новизну и профессионализм редактирования треков, поставив 8.1 из 10. Daily Telegraph оценил «заряжен беспокойной и богато сотканной энергией», поставив альбому 5 звёзд из 5. Майкл Уилер из Drowned in Sound похвалил стиль Bad as Me, назвав его «радующим, ужасающим, слезливым и продирающим до костей» и поставил оценку 9 из 10. Энди Гилл из The Independent дал альбому наивысшую оценку. Дэйв Симпсон из The Guardian поставил 4 из 5, отметив лирику, «как и всегда, талантливую и непредсказуемую». Джесси Катальдо из Slant Magazine дал альбому 4 звезды из 5, Дэн Уайсс из Spin — 8 из 10. Эндрю Мюллер из Uncut закончил восторженную рецензию словами: «Bad as Me —  призывный глас весьма уверенного в себе художника на буйное чествование собственного мифа, этот альбом чудесен во многих аспектах». Журнал Uncut поставил альбом на 13 место в списке «50 лучших альбомов 2011 года», в аналогичном списке журнала Mojo Bad as Me занял 9 место.

## Список композиций
| №   | Название                   | Длительность |
| --- | -------------------------- | ------------ |
| 1.  | «Chicago»                  | 2:15         |
| 2.  | «Raised Right Men»         | 3:24         |
| 3.  | «Talking at the Same Time» | 4:14         |
| 4.  | «Get Lost»                 | 2:42         |
| 5.  | «Face to the Highway»      | 3:43         |
| 6.  | «Pay Me»                   | 3:14         |
| 7.  | «Back in the Crowd»        | 2:49         |
| 8.  | «Bad as Me»                | 3:10         |
| 9.  | «Kiss Me»                  | 3:41         |
| 10. | «Satisfied»                | 4:05         |
| 11. | «Last Leaf»                | 2:56         |
| 12. | «Hell Broke Luce»          | 3:57         |
| 13. | «New Year's Eve»           | 4:32         |

Бонус-диск подарочного издания
| №  | Название              | Длительность |
| -- | --------------------- | ------------ |
| 1. | «She Stole the Blush» | 2:50         |
| 2. | «Tell Me»             | 3:43         |
| 3. | «After You Die»       | 2:47         |

## Участники записи
- Том Уэйтс — вокал, гитара, фортепиано, перкуссия, банджо
- Марк Рибо — гитара
- Клинт Мидген — саксофон
- Кейси Уэйтс — барабаны
- Дэвид Идальго — гитара, скрипка, перкуссия, аккордеон, бас-гитара, бэк-вокал
- Бен Джефф — тромбон, бас-кларнет, туба
- Чарли Мусселуайт — губная гармоника
- Патрик Уоррен — клавишные
- Джеймс Уитон — бас-гитара
- Кит Ричардс — гитара, вокал
- Оги Мейерс — орган, фортепиано, аккордеон
- Джино Робэр — перкуссия, вибрафон
- Ларри Тэйлор — гитара, бас-гитара
- Крис Грэди — труба
- Фли — бас-гитара
- Уилл Бернард — гитара
- Даун Хармс — скрипка
- Маркус Шелди — бас-гитара
- Лес Клейпул — бас-гитара
- Зак Самнер — бас-гитара